# H. T. Kung
Hsiang-Tsung Kung (Chino: 孔祥重; pinyin: Kǒng Xiángzhòng), conocido más popularmente como H.T.Kung nació el 9 de noviembre de 1945 y es un científico de la computación americano nacido en Taiwán. Fue el profesor de ciencias de la computación de William H. Gates en la Universidad de Harvard. Sus primeras investigaciones en computación paralela produjeron el Array sistólico en 1979, el cual se ha convertido en un componente computacional central de los aceleradores de hardware para inteligencia artificial, incluyendo la unidad de procesamiento tensorial (TPU) de Google. Similarmente, propuso el control de concurrencia optimista en 1981, el que ahora es un principio clave en sistemas de bases de datos de transacciones y en memoria, incluyendo a MySQL, Apache CouchDB, Google's App Engine y Ruby on Rails. Permanece como investigador activo, con contribuciones continuas a la teoría de complejidad computacional, diseño de hardware, computación paralela, enrutamiento, comunicaciones inalámbricas, procesamiento de señalas e inteligencia artificial.
Kung es bien conocido por ser un mentor influyente. Sus consejos de 1987 sobre investigaciones para Ph.D. continúa siendo bien citados. En su carrera ha sido igualmente reconocido por sus propias investigaciones como por su legado en sus estudiante, quienes se han convertido en pilares de Y Combinator, Google Brain, IBM, Intel, Akamai, MediaTek, Stanford y el MIT.
Kung es un socio de la fundación Guggenheim, miembro de la Academia Sínica en Taiwán. miembro de la Academia Nacional de Ingeniería (Estados Unidos) y presidente de la Academia AI en Taiwán. Ha sido galardonado con: el premio IEEE Charles Babbage, el premio Inventor del Año por la Pittsburgh Intellectual Property Law Association en 1991 y con el premio ACM SIGOPS Hall of Fame en 2015.

## Primeros años y educación
Kung nació en Shanghái el 9 de noviembre de 1945 y creció en Taiwán. Recibió su grado en matemáticas de Universidad Nacional Tsing Hua en 1968, antes de mudarse a los Estados Unidos. En 1971, se cambió de la Universidad de Washington a la Universidad Carnegie Mellon con Joseph F. Traub cuando este fue nombrado como jefe del departamento de ciencias de la computación del CMU. La investigación de Kung en el Carnegio Mellon se enfocó en la complejidad computacional y la computación paralela. Completó su tesis "Topics in Analytic Computation Complexity" en 1973.

### Profesor en el Carnegie Mellon
En 1974, Kung y Traub publicaron el algoritmo Kung-Traub para la resolución de ecuaciones no lineales. Basándose en una idea clave que Isaac Newton pasó por alto mientras trabajaba en el mismo problema. Sus estudiantes en el Carnegie Mellon incluyeron a Charles E. Leiserson con quien publicó sus primeros trabajos en arrays sistólicos, Monica Lam y Feng-hsiung Hsu.